# Biòt
Biòt (nom occità) (en francès Biot) és un municipi francès situat al departament dels Alps Marítims i a la regió de Provença – Alps – Costa Blava. L'any 1999 tenia 7.395 habitants.

## Demografia
| Evolució de la població |       |       |       |       |       |       |       |       |
| 1793                    | 1800  | 1806  | 1821  | 1831  | 1836  | 1841  | 1846  | 1851  |
| 1.000                   | 1.000 | 1.078 | 1.138 | 1.267 | 1.273 | 1.328 | 1.278 | 1.268 |

| 1856  | 1861  | 1866  | 1872  | 1876  | 1881  | 1886  | 1891  | 1896  |
| ----- | ----- | ----- | ----- | ----- | ----- | ----- | ----- | ----- |
| 1.225 | 1.326 | 1.367 | 1.355 | 1.343 | 1.345 | 1.206 | 1.215 | 1.336 |

| 1901  | 1906  | 1911  | 1921  | 1926  | 1931  | 1936  | 1946  | 1954  |
| ----- | ----- | ----- | ----- | ----- | ----- | ----- | ----- | ----- |
| 1.106 | 1.169 | 1.186 | 1.053 | 1.211 | 1.293 | 1.413 | 1.280 | 1.513 |

| 1962  | 1968  | 1975  | 1982  | 1990  | 1999  | 2006 | 2011 | 2016 |
| ----- | ----- | ----- | ----- | ----- | ----- | ---- | ---- | ---- |
| 2.048 | 2.656 | 2.745 | 3.680 | 5.575 | 7.411 | -    | -    | -    |

| 2019 | - | - | - | - | - | - | - | - |
| ---- | - | - | - | - | - | - | - | - |
| -    | - | - | - | - | - | - | - | - |

## Administració
| Període   | Identitat               | Partit        |
| --------- | ----------------------- | ------------- |
| 1983-1989 | Michèle Gilardi         | UDF           |
| 1989-2001 | Pierre Operto           | UDF           |
| 2001-2008 | François-Xavier Boucand | Divers gauche |
| 2008-     | Jean-Pierre Dermit      | UMP           |

## Agermanaments
- Vernante (Valls Occitanes)